# Lykke (adelsslægt)
 For alternative betydninger, se Lykke (flertydig). (Se også artikler, som begynder med Lykke)
Lykke er to danske uradelsslægter fra middelalderen. Lykke [med møllehjul] førte et sort møllehjul i
sølv (hvidt) felt, på hjelmen to vesselhorn. Lykke [med vinranke] førte rødt skjold med sølv bjælke belagt med grøn vinranke. De giftede sig til navnet med en datter af møllehjul-slægten, senere kvadrerede de to våben (korsdelt skjold med møllehjul-våbnet i første og fjerde felt, og vinranke-våbnet i andet og tredje felt. Der kan ikke ses nogen slægtsforbindelse med Mus [af Stenalt] med møllehjul-våben, eller med Munk [med vinranke].

## Historie
Til møllehjulene  hørte hr. Iver Lykke til Egholm, der tog fremragende del i Slaget på Falen 1389, og som var en af dronning Margrethe Is vigtigste rådgivere. Denne slægt Lykke uddøde med hr. Ivers sønner. Navnet optoges imidlertid af hans søstersøn, rigsråden hr. Peder Lykke til Stadsgård, hvis slægts våben – en med en grøn vinranke belagt sølv-bjælke i rødt, på hjelmen to røde vesselhorn, hvert belagt med en lignende bjælke – kunne antyde en fælles afstamning fra med Munk, Roed, Krabbe, Sommer osv. Men det er ikkun en teori. Blandt sidstnævntes sønner skal nævnes Niels Lykke til Skovsbo og Hans til Havnø. Den første var fader til rigsråden hr. Joachim (Jacob) Lykke (død 1541), en af deltagerne i den jyske adels opstand mod Kristiern II. Hans søn, hr. Niels Lykke, var derimod kongens mand. Før Det Stockholmske Blodbad begyndte, søgte han at besmykke kongens adfærd, idet han holdt en tale til mængden på Stortorvet. Senere deltog han i Københavns forsvar og sluttede sig så til kongen i udlandet. Han udsonedes i imidlertid 1528 med Frederik I, der sendte ham til Norge. 1532 optoges han i det norske Rigsråd. Da han havde væsentlig andel i beseglingen af det lejdebrev, der blev givet Kristiern II, faldt han i unåde. Hr. Niels var gift med Eline Nielsdatter Gyldenløve fra Austråt i Norge. Som enkemand avlede han en søn med hendes søster, Lucie, hvem kirkens love forbød ham at ægte. Han protesterede herimod, idet han var gået over til den lutherske lære. Hans forhold vakte dog så stor forargelse, at ærkebispen tog ham til fange, dømte ham skyldig og lod ham røge ihjel i fængslet i Trondhjem juleaften 1536, før der var fældet endelig dom i sagen. Fra en af hans brødre nedstammede ritmester Erik Lykke til Skovsbo (1651-1701), der blev slægtens sidste mand.
Ovennævnte Hans Lykke var fader til den rige rigsråd og lensmand hr. Peder Lykke til Nørlund og Hverringe (død 1535), som indtog en anset stilling under Frederik I, og til Erik Lykke til Havnø og Skovgårde. Den førstnævntes søn, hr. Jørgen Lykke til Hverringe og Overgård, hvis hovedbygning han opførte (1515-1583), var længe i fransk tjeneste, sidst som kong Frans 1. af Frankrigs råd og kammerherre, gentagne gange benyttet i diplomatiske sendelser til Danmark. Efter at være vendt hjem optoges han 1544 i Rigsrådet, blev indehaver af betydelige forleninger, deltog 1548 i det store følge, der ledsagede kongedatteren Anna til Sachsen, og benyttedes også som sendebud af den danske konge. Han deltog i krigen mod Sverige og udnævntes 1564 til løjtnant (= stabschef) hos sin svoger, marsken hr. Otte Krumpen. Pragtelskende, forfængelig og gavmild kaldtes han den sidste ridder i Danmark. Han, og hans slægt med ham, antog et nyt våben:
Skjoldet firdelt, i 1. og 4. felt de gamle Lykkers møllehjul, i 2. og 3. den vinrankede bjælke, på hjelmen hjulet mellem de to med bjælken belagte vesselhorn.
Hans søn, rigsråden Henrik Lykke til Hverringe, Gisselfeld og Overgård (1555-1611), ligeledes benyttet i udenlandske sendelser, var fader til Anne Lykke (1595-1641), der som enke efter Cai Rantzau til Rantzausholm trådte i et skandaløst forhold til den udvalgte Prins Christian og derfor 1626-28 holdtes indespærret af kongen; senere ægtede hun Knud Ulfeldt til Hellerup. Hendes broder, Frands Lykke til Overgård og en lang række andre herresæder (død 1655), en af landets rigeste mænd, der ejede over 8000 Tdr hartkorn, var fader til den kendte Kai Lykke og til Christence Lykke (1636-1667), anden gang gift med general og hvid ridder Friedrich von Arenstorff, hvis slægt ved dette ægteskab kom i besiddelse af Overgård.
Ovennænvte Erik Lykke til Havnø og Skovgårde blev fader til Erik Lykke til Skovgårde og Rugård (død 1592), der tjente både til lands og vands, således som skibschef under Herluf Trolle. Hans søn, hr. Falk Lykke til Skovgårde og Bollerup (1583-1650), deltog i Kalmarkrigen og avancerede senere til oberst. Under Torstensson-krigen 1643-45 lå hans regiment en tid i Helsingør, hvor han var forhadt af borgerne, der kaldte ham "Falk Ulykke". I listen over adelens tilnavne nævnes denne slægt som "de kostelige Lykke'r".